# Musaranya de Greenwood
La musaranya de Greenwood (Crocidura greenwoodi) és una espècie de mamífer eulipotifle de la família de les musaranyes (Soricidae) que habita Somàlia. No pateix grans amenaces, però presenta una distribució molt restringida.